# Козик Вадим Вікторович
Вадим Вікторович Ко́зик (нар. 23 листопада 1971, Київ) — український художник і педагог; член Національної спілки художників України з 2002 року.

## Біографія
Народився 23 листопада 1971 року в місті Києві (нині Україна). Син живописця Віктора Козика. 1995 року закінчив Українську академію мистецтв, де навчався в майстерні Миколи Стороженка; у 1998 році — аспірантуру Української академії мистецтв. Закінчив Національний університет харчових технологій (спеціальність «менеджмент організацій»; кваліфікація менеджер-економіст).
Наразі старший викладач малюнка і живопису кафедри дизайну, інжинірингу та землеустрою Державного торговельно-економічного університету в Києві.

## Творчість
Працює у галузях станкового і монументального живопису. У стилі постмодернізму розписує культові споруди, пише ікони у візантійській традиції, створює вітражі, живописні картини. Серед робіт:
- розписи «Нагірна проповідь» і «Спаситель з дітьми» у Троїцькому храмі Свято-Троїцького монастиря у селищі Сатанові Хмельницької області (1993);
- цикл вітражів, вітражні ікона «Святитель Миколай» та композиція «Євангелісти» у храмі Миколи Чудотворця в Севастополі (1994);
- медальйони зі святими у західній підкупольній арці, ікони святих на балконі центрального нефа відновленого Михайлівського Золотоверхого собору в Києві (1999);
- 15 сюжетних композицій, 16 фрескових ікон, іконостас з іконами та вітражем, 5 вітражних композицій в інтер'єрі, композиція «Успіння Пресвятої Богородиці» на фасаді, ікони святих у вікнах дзвіниці в храмі Успіння Пресвятої Богородиці у місті Жданівці Донецької області (2000—2004, разом із батьком).

Керував створенням концепції розпису та оздоблення собору Покрови Пресвятої Богородиці у Севастополі (1996–2008), де розробив проєкт орнаменту підлоги, брав участь у розписах північного нефа з вівтарною частиною («Страждання Святого Пантелеймона» у притворі, «Чудеса Святого Пантелеймона» та «Святий Пантелеймон на допиті у царя» на великому склепінні північної частини нефа, чотири композиції у вівтарній частині), центрального вівтаря та центрального купола собору, створенні ікони «Чин Дванадесятих свят» для центрального іконостаса, композиції «Євхаристія» у вівтарній частині, створив ікону «Святитель Лука Кримський» (2000). 
Бере участь у всеукраїнських та зарубіжних художніх виставках з 1993 року.
Станкові живописні роботи перебувають у приватних колекціях у Німеччині, Франції, Хорватії, Словаччині та Польщі. Окремі роботи зберігаються у Фонді Конрада Аденауера.

## Відзнаки
- Диплом за внесок до Києво-Могилянського Братства на відродження університету «Києво-Могилянська академія»[2];
- Почесний член Києво-Могилянської академії[3];
- Грамота Архієпископа Дніпропетровського та Павлоградського Іринея[2];
- Орден Святого Рівноапостольного князя Володимира ІІІ ступеня Української православної церкви[3].